# Хопкинс, Джеффри
Джеффри Хопкинс (30 сентября 1940 — 1 июля 2024) — американский тибетолог. Почетный профессор тибетского буддизма в университете Виргинии, где он преподавал более трёх десятилетий, начиная с 1973 года. Автор более двадцати пяти книг о тибетском буддизме, в числе которых «Медитация на пустоту» (англ. «Meditation on Emptiness»), которая вышла в 1983. В книге предлагалось инновационное объяснение идей Прасангака-Мадхъямаки в традиции Гелугпа. С 1979 по 1989 год он был главным переводчиком 14-го Далай-ламы и сыграл важную роль в развитии International Tibet Independence Movement. В 2006 году он опубликовал свой английский перевод крупной работы ламы Джонангпы, Долпопы, о природе Будды и Пустоты под названием «Учение гор» (англ. Mountain Doctrine).
Скончался 1 июля 2024 года в возрасте 83 лет.

## Работы
- Лати Ринпоче, Джеффри Хопкинс. Смерть, Промежуточное состояние и Перерождение = англ. Death, Intermediate State and Rebirth. — Rider & Co, 1980. — ISBN 0091393213.